# 阿特勒·阿桑蒂
阿特勒·阿尔马斯·加布里埃尔·阿桑蒂（芬蘭語：Atle Armas Gabriel Asanti，1905年5月31日—1992年1月3日），1937年之前姓氏为阿尚（Aschan），芬兰图尔库人，是芬兰政治家、外交官。

## 生平
阿特勒·阿桑蒂出生于俄罗斯帝国治下的芬兰图尔库。1925年，阿桑蒂升入大学，1931年获得法学学士学位，1934年获得硕士学位。毕业后，阿桑蒂进入芬兰外交部工作，在1930年代先后在芬兰驻瑞典斯德哥尔摩、德国柏林和苏联莫斯科代表团中担任助理。1947年，阿桑蒂获得了参赞顾问的头衔。
第二次世界大战后，阿桑蒂担任外交部秘书，后于1957年—1959年间升任司长兼法律部主任。1959年，芬兰与埃及（当时的埃及与叙利亚合并为阿拉伯聯合共和國）的外交关系升格为大使级外交关系，阿桑蒂被任命为首任芬兰驻阿拉伯联合共和国大使，同时兼任驻黎巴嫩、苏丹和埃塞俄比亚大使。
1962年，阿桑蒂转赴布拉格，担任芬兰驻捷克斯洛伐克大使，兼任驻阿尔巴尼亚大使。1972年，阿桑蒂卸任并退休，1992年在赫尔辛基去世，享年86岁。

## 个人生活
阿特勒·阿桑蒂的弟弟帕沃·阿桑蒂是芬兰研究员、教授。兄弟二人在1937年前的姓氏皆是阿尚（Aschan），1937年后才改为阿桑蒂。